# Una estrella y dos cafés
Una estrella y dos cafés es una película de drama romántico argentina de 2006 dirigida por Alberto Lecchi. Narra la historia de un arquitecto que entabla una relación amistosa con una niña de 13 años, quien lo ve a él con otros ojos. Está protagonizada por Gastón Pauls, Marina Vilte y Ariadna Gil. La película se estrenó mundialmente el 18 de marzo de 2006 en el Festival de Cine Latinoamericano de Toulouse, mientras que su estreno comercial en las salas de cines de Argentina fue el 15 de junio de 2006.

## Sinopsis
La trama sigue a Carlos, un arquitecto que se traslada a un pueblo del norte argentino para construir un complejo de cabañas. Durante su estadía, conoce a Estela, una preadolescente solitaria de 13 años de la cual se hace amigo, pero ella tiene un sentimiento más platónico hacia él. Sin embargo, un día cambia todo cuando llega al pueblo Ana, la esposa de Carlos.

## Elenco
- Gastón Pauls como Carlos
- Marina Vilte como Estela
- Ariadna Gil como Ana
- Silvia Gallegos como Dueña de la pensión
- Rubén Fleita como Tomás
- Gabriela Bertolone como Mamá de Estela
- Rosa Raina como Abuela de Estela
- Gerardo Albarracín como Intendente
- Faustino Flores como Pedro

## Recepción

### Comentarios de la crítica
La película recibió críticas mixtas por parte de los expertos. Paraná Sendrós de Ámbito Financiero expresó «Lecchi trabaja con muy buena mano, con una modestia que le juega a favor, un coguionista -Daniel García Molt- que sabe de criaturas, lindas actuaciones, toques de buen humor, música preciosa de Tukuta y Lucas Gordillo, y la lente anamórfica con que Hugo Colace realza la belleza del lugar, incluyendo una noche de luna llena» y remarcó que «vale la pena; es de esas películas que parecen chiquitas, pero que llenan el alma». Horacio Bernades de Página 12 señaló que «Una estrella y dos cafés no cuenta nada, por más que los títulos de crédito denuncien la existencia de un guion y una dirección».

### Premios y nominaciones
| Lista de premios y nominaciones | Lista de premios y nominaciones                         | Lista de premios y nominaciones  | Lista de premios y nominaciones  | Lista de premios y nominaciones | Lista de premios y nominaciones |
| Año                             | Organización                                            | Categoría                        | Nominado/a(s)                    | Resultado                       | Ref(s)                          |
| ------------------------------- | ------------------------------------------------------- | -------------------------------- | -------------------------------- | ------------------------------- | ------------------------------- |
| 2006                            | Premios Sur                                             | Mejor actriz revelación          | Marina Vilte                     | Ganadora                        | [ 8 ] [ 9 ]                     |
| 2006                            | Premios Sur                                             | Mejor fotografía                 | Hugo Colace                      | Ganador                         | [ 8 ] [ 9 ]                     |
| 2006                            | Premios Sur                                             | Mejor montaje                    | Alejandro Alem                   | Nominado                        | [ 8 ] [ 9 ]                     |
| 2006                            | Premios Sur                                             | Mejor sonido                     | Jorge Stavropulos                | Ganador                         | [ 8 ] [ 9 ]                     |
| 2006                            | Premios Sur                                             | Mejor música original            | Tukuta Gordillo y Lucas Gordillo | Nominados                       | [ 8 ] [ 9 ]                     |
| 2006                            | Festival de Cine Latino de Miami                        | Mejor actriz                     | Marina Vilte                     | Ganadora                        | [ 10 ]                          |
| 2006                            | Festival de Cine de España y América Latina de Bruselas | Mejor película de América Latina | Una estrella y dos cafés         | Ganador                         | [ 11 ]                          |
| 2006                            | Festival de Cine de España y América Latina de Bruselas | Premio del público               | Una estrella y dos cafés         | Ganador                         | [ 11 ]                          |
| 2007                            | Premios Cóndor de Plata                                 | Revelación femenina              | Marina Vilte                     | Ganadora                        | [ 12 ] [ 13 ]                   |
| 2007                            | Premios Cóndor de Plata                                 | Mejor música original            | Tukuta Gordillo y Lucas Gordillo | Nominados                       | [ 12 ] [ 13 ]                   |
| 2007                            | Festival de Cine Latino de San Diego                    | Premio corazón - Mejor película  | Una estrella y dos cafés         | Ganador                         | [ 14 ]                          |